# Locmaria-Berrien
Locmaria-Berrien (bretonisch Lokmaria-Berrien) ist eine Ortschaft und eine Commune déléguée in der französischen Gemeinde Poullaouen in der Bretagne im Département Finistère mit 203 Einwohnern (Stand 1. Januar 2022).
Die Gemeinde Locmaria-Berrien wurde am 1. Januar 2019 mit Poullaouen zur namensgleichen Commune nouvelle Poullaouen zusammengeschlossen. Sie hat seither den Status einer Commune déléguée.

## Lage
Der Ort liegt im Regionalen Naturpark Armorique (französisch Parc naturel régional d’Armorique), in einer hügeligen und waldreichen Umgebung. Hier mündet das Flüsschen Fao (auch Rivière d’Argent genannt) in die Aulne.
Morlaix liegt 26 Kilometer nördlich, Brest 57 Kilometer westlich, Rennes 155 Kilometer ostsüdöstlich und Paris etwa 450 Kilometer östlich.

## Verkehr
Locmaria-Berrien liegt abgelegen von den Hauptverkehrswegen. Bei Morlaix und Landivisiau befinden sich die nächsten Abfahrten an der Schnellstraße E 50 (Rennes-Brest) und Regionalbahnhöfe an der parallel verlaufenden Bahnlinie.
Bei Brest und Rennes gibt es die nächstgelegenen Regionalflughäfen.

## Bevölkerungsentwicklung
| Jahr                       | 1962 | 1968 | 1975 | 1982 | 1990 | 1999 | 2008 | 2016 |
| Einwohner                  | 533  | 454  | 325  | 295  | 272  | 285  | 232  | 239  |
| Quellen: Cassini und INSEE |      |      |      |      |      |      |      |      |